# Confident (album Demi Lovato)
Confident è il quinto album in studio della cantante statunitense Demi Lovato, pubblicato il 16 ottobre 2015 dalla Safehouse, Hollywood e Island Records.
Registrato tra le pause del Demi World Tour, dal 2014 al 2015, consiste di 11 tracce (più 4 bonus track nell'edizione deluxe) dove sono presenti due collaborazioni, una con Iggy Azalea e l'altra con Sirah. Lovato ha composto molti dei brani presenti nell'album, lavorando con produttori come Max Martin, Stargate e Ryan Tedder.

## Registrazione e produzione
Il 18 dicembre 2013, Lovato ha confermato che stava lavorando al suo quinto album. Ha detto: "Non sono mai stata così sicura di me stessa come artista, quando si tratta di fiducia, ma non solo le cose personali, ma esattamente quello che voglio il mio suono sia e quello che so di cui sono capace e l'album mi darà l'opportunità di mostrare alla gente quello che posso realmente fare." Nel mese di ottobre 2014, il manager di Demi ha confermato a Billboard che la cantante aveva "fatto alcune canzoni, ma sicuramente la maggior parte di esse saranno pubblicate il prossimo anno", subito dopo il Demi World Tour.
Nel mese di febbraio 2015, la cantante rivelò alcuni dettagli relativi al quinto album attraverso Twitter, scrivendo: «Non sono mai stata più fiduciosa nel mio suono. Mai stata così sicura di quello che sono come artista. Mai sentita così desiderosa e spinta». Ha descritto ulteriormente l'album come «molto autentico».
Nel mese di giugno dello stesso anno, ha confermato che era stata in studio quasi ogni giorno, e che sarebbe stata pubblicata nuova musica «molto presto». Ha rivelato poi a MTV News: «Questa volta, sono stata in grado di esplorare suoni diversi, e perfezionare qualcosa per cui sono davvero orgogliosa». Ha inoltre espresso il desiderio di collaborare con la rapper Iggy Azalea, con la quale ha in effetti inciso un pezzo contenuto nell'album, Kingdome Come.

## Pubblicazione
Confident è il primo album della cantante che è stato pubblicato in parte sotto la nuova etichetta Safehouse, una partnership tra la Lovato, il manager Phil Mclyntre e Nick Jonas, in collaborazione con la Island Records. A proposito, ha dichiarato di «aver lavorato a stretto contatto sia con Nick sia con Phil» aggiungendo di essere «molto entusiasta di fare parte di una società dove possiede il controllo della mia carriera». Lovato rivelò la copertina, il titolo e le tracce dell'album il 26 agosto 2015, attraverso i social media. Tredici titoli tra le quindici tracce dell'album vennero pubblicati su Twitter tramite dei tweet di alcuni famosi amici della cantante, fra cui Kim Kardashian, Bea Miller Jennifer Lopez, Nick Jonas, Iggy Azalea e Christina Perri. Tutte le tracce dell'album vennero pubblicate successivamente, dopo poco tempo, dalla Lovato su Instagram. La copertina dell'album consiste di una foto bronzea della Lovato, che posa in biancheria intima e top nero; la copertina è stata giudicata come «afosa» dall'HuffPost e «incredibilmente sexy» da Us Weekly.

### Singoli
Cool for the Summer è il singolo apripista dell'album; pubblicato il 1º luglio 2015, raggiunse l'undicesima posizione nella classifica statunitense Billboard Hot 100 e la top 10 in Nuova Zelanda, Scozia e Repubblica Ceca vendendo mondialmente oltre un milione di copie. Il secondo estratto è Confident, pubblicato il 18 settembre, accompagnato da un video musicale pubblicato sul canale Vevo della cantante, riesce a raggiungere il trentunesimo posto nella Billboard Hot 100 ed ebbe un discreto successo globalmente. Il 9 ottobre è stato scelto Stone Cold come primo ed unico singolo promozionale dell'album.

## Tracce
1. Confident – 3:25 (Demi Lovato, Max Martin, Savan Kotecha, Ilya Salmanzadeh)
2. Cool for the Summer – 3:34 (Demi Lovato, Savan Kotecha, Max Martin, Alexander Kronlund, Ali Payami)
3. Old Ways – 3:24 (Olivia Waithe, Jason Evigan, Scott Hoffman)
4. For You – 3:41 (Johan Carlsson, Susan Catanzaro, Dalton Grant)
5. Stone Cold – 3:11 (Demi Lovato, Laleh Pourkarim, Gustaf Thörn)
6. Kingdom Come (feat. Iggy Azalea) – 4:04 (Demi Lovato, Steve Mac, Julia Michaels, Amethyst Amelia Kelly)
7. Waitin for You (feat. Sirah) – 3:12 (Demi Lovato, Julia Michaels, Jason Evigan, Steve Mac, Sara Mitchell)
8. Wildfire – 3:19 (Ryan Tedder, Nicole Morier, Tor Erik Hermasen, Mikkel Storleer Eriksen)
9. Lionheart – 4:04 (Steve Mac, Ina Wroldsen)
10. Yes – 3:10 (Demi Lovato, Laleh Pourkarim)
11. Father – 3:55 (Demi Lovato, Laleh Pourkarim)

Tracce bonus nell'edizione deluxe
1. Stars – 3:08 (Demi Lovato, Rami Yacoub, Carl Falk, Savan Kotecha, Alexander Kronlund)
2. Mr. Hughes – 3:41 (Demi Lovato, Johan Carlsson)
3. Cool for the Summer (Jump Smokers Remix) – 4:25 (Demi Lovato, Savan Kotecha, Max Martin, Alexander Kronlund, Ali Payami)
4. Cool for the Summer (Suraci Remix) – 4:45 (Demi Lovato, Savan Kotecha, Max Martin, Alexander Kronlund, Ali Payani)

## Classifiche

### Classifiche settimanali
| Classifica (2015) | Posizione massima |
| ----------------- | ----------------- |
| Australia         | 3                 |
| Austria           | 19                |
| Belgio (Fiandre)  | 3                 |
| Belgio (Vallonia) | 19                |
| Canada            | 1                 |
| Danimarca         | 23                |
| Francia           | 22                |
| Germania          | 23                |
| Irlanda           | 3                 |
| Italia            | 7                 |
| Norvegia          | 8                 |
| Nuova Zelanda     | 2                 |
| Paesi Bassi       | 4                 |
| Portogallo        | 6                 |
| Regno Unito       | 6                 |
| Repubblica Ceca   | 16                |
| Spagna            | 4                 |
| Stati Uniti       | 2                 |
| Svezia            | 12                |
| Svizzera          | 13                |

### Classifiche di fine anno
| Classifica (2016) | Posizione |
| ----------------- | --------- |
| Stati Uniti       | 100       |